# 蒙哥馬利縣 (維吉尼亞州)
蒙哥馬利縣（英語：Montgomery County）是美国弗吉尼亚州西部的一個縣，面積1,009平方公里。根據2020年美國人口普查，共有人口99,721人。縣治克里斯琴斯堡。該縣成立於1776年，縣名紀念美國獨立戰爭中戰死的軍官理查德·蒙哥马利。